# Malvasia di Candia Aromatica
Malvasia di Candia Aromatica ist eine autochthone Weißweinsorte und wird überwiegend in der italienischen Region Emilia-Romagna angebaut. In Italien ist ihr Anbau in den Provinzen Piacenza und Parma empfohlen. Sie ist eine der zahlreichen Reben, die zur großen Familie der Malvasia zählen. Höchstwahrscheinlich stammt sie von der griechischen Insel Kreta, da der italienische Name von Iraklio Candia ist und der früheste nachgewiesene Weinhandel aus dieser Region stammt. Bislang konnte jedoch noch keine direkte Verbindung zu griechischen existierenden autochthonen Rebsorten nachgewiesen werden, da die Venezianer so gut wie alle Rebflächen auf Kreta vernichteten. Lediglich alte Zeugnisse aus der venezianischen Besatzung weisen auf eine Verbindung hin. Heute wird auch auf Kreta wieder Malvasia di Candia Aromatica angebaut und als trockene und süße Variante ausgebaut. Man versucht dort die alte Tradition des Weinanbaus Kretas mit der Moderne zu verbinden.
Häufig wird sie in der Literatur mit der Sorte Malvasia Bianca di Candia verwechselt. Im Jahr 1999 betrug die bestockte Rebfläche 15.520 Hektar.
Die spätreifende Sorte mit einem mittleren Ertrag liefert strohgelbe bis goldgelbe Weißweine von guter Qualität. Sie ist in den DOC-Weinen Colli Piacentini, Colli di Parma, Genazzano und Oltrepò Pavese enthalten. Sie wird auch als Tafeltraube genutzt.

## Synonyme
Malvasia di Candia Aromatica ist auch unter den Namen Candia, Malvagia, Malvasia, Malvasia Aromatica di Candia, Malvasia Bianca Aromatica, Malvasia di Alessandria, Malvasia di Candia, Malvasia di Candia a Sapore Moscato und Malvasia di Candida bekannt.

## Ampelographische Sortenmerkmale
In der Ampelographie wird der Habitus folgendermaßen beschrieben:
- Die Triebspitze ist offen. Sie ist weißwollig behaart, mit leicht rosafarbenem Anflug. Die gelblich-grünen Jungblätter sind spinnwebig behaart und bronzefarben gefleckt.
- Die mittelgroßen Blätter sind fünflappig und tief gebuchtet (siehe auch den Artikel Blattform). Die Stielbucht ist lyren-förmig offen. Das Blatt ist sehr spitz gesägt. Die Zähne sind im Vergleich der Rebsorten mittelgroß.
- Die walzen- bis kegelförmige Traube ist mittelgroß bis groß, länglich und lockerbeerig. Die rundlichen Beeren sind mittelgroß und von goldgelber Farbe. Der Beeren verfügen über ein leichtes Muskat-Aroma.

Die Rebsorte reift ca. 30 Tage nach dem Gutedel und gehört damit zu den Rebsorten der mittleren dritten Reifungsperiode (siehe das Kapitel im Artikel Rebsorte). Sie gilt somit als spät reifend. Die mäßig wuchsstarke Sorte ist mäßig ertragsstark. Sie neigt manchmal zur Verrieselung. Malvasia di Candia Aromatica ist eine Varietät der Edlen Weinrebe (Vitis vinifera).